# Blood on the Dance Floor (zespół muzyczny)
Blood on the Dance Floor (w skrócie: BOTDF) – amerykański zespół muzyczny grający muzykę electro i crunkcore. Album grupy pt. (R)Evolution osiągnął pozycję #42 w rankingu Billboard 200.

## Dyskografia
Albumy studyjne
| Rok  | Tytuł                                           | Wytwórnia             | Pozycja w rankingach | Pozycja w rankingach | Pozycja w rankingach |
| Rok  | Tytuł                                           | Wytwórnia             | US                   | US Electronic        | US Heat              |
| ---- | ----------------------------------------------- | --------------------- | -------------------- | -------------------- | -------------------- |
| 2008 | Let's Start a Riot                              | Wydany na własną rękę | –                    | –                    | –                    |
| 2008 | It's Hard to be a Diamond in a Rhinestone World | Wydany na własną rękę | –                    | –                    | –                    |
| 2010 | Epic                                            | Candyland Records     | –                    | 5                    | 12                   |
| 2011 | All the Rage!                                   | Wydany na własną rękę | –                    | 13                   | 26                   |
| 2012 | (R)Evolution                                    | Dark Fantasy Records  | 42                   | 1                    | –                    |
| 2013 | Bad Blood                                       | Dark Fantasy Records  | 137                  | 2                    | –                    |
| 2014 | Bitchcraft                                      | Dark Fantasy Records  | –                    | 18                   | –                    |

Single
| Rok  | Tytuł                                                        | Album                                           |
| ---- | ------------------------------------------------------------ | ----------------------------------------------- |
| 2008 | „Money and Hoes”                                             | Let's Start a Riot                              |
| 2008 | „Save the Rave”                                              | It's Hard to be a Diamond in a Rhinestone World |
| 2008 | „Blood on the Dance Floor (DJ Pickee Remix)”                 | It's Hard to be a Diamond in a Rhinestone World |
| 2008 | „S My D”                                                     | It's Hard to be a Diamond in a Rhinestone World |
| 2008 | „Suicide Club”                                               | I Scream I Scream                               |
| 2008 | „Siq with a Q”                                               | I Scream I Scream                               |
| 2009 | „Miss Bipolar (Love Fight)” (feat. Lolli Dolli)              | I Scream I Scream                               |
| 2009 | „Looking Hot, Dangerous!”                                    | OMFG Sneak Peak                                 |
| 2009 | „Designed to Kill”                                           | Bez albumu                                      |
| 2009 | „Horrifically Delicious”                                     | Bez albumu                                      |
| 2009 | „Success Is the Best Revenge”                                | Epic                                            |
| 2009 | „Sexting”                                                    | Epic                                            |
| 2009 | „Crunk Man” (Remake)                                         | Epic                                            |
| 2010 | „Designed to Kill” (Remake)                                  | Epic                                            |
| 2010 | „Sexting (Jeffree Star Remix)” (feat. Jeffree Star)          | Bez albumu                                      |
| 2010 | „Inject Me Sweetly” (feat. Jeffree Star)                     | Bez albumu                                      |
| 2010 | „Candyland”                                                  | Epic                                            |
| 2010 | „I’m What Dreams Are Made Of”                                | Epic                                            |
| 2010 | „Lose Control”                                               | Epic                                            |
| 2010 | „You Done Goofed”                                            | Epic                                            |
| 2010 | „Party On”                                                   | Epic                                            |
| 2010 | „Death to Your Heart!”                                       | Epic                                            |
| 2010 | „My Gift & My Curse!”                                        | Bez albumu                                      |
| 2010 | „The Loving Dead”                                            | Bez albumu                                      |
| 2010 | „Yo, Ho! (A Pirate’s Life for Me)”                           | All the Rage!                                   |
| 2010 | „Believe”                                                    | Epic                                            |
| 2011 | „Can’t Have What I Got” (feat. Gods Paparazzi and KatiKaine) | 333 Mixtape                                     |
| 2011 | „Happy Violentine’s Day”                                     | All the Rage!                                   |
| 2011 | „P.L.U.R.”                                                   | All the Rage!                                   |
| 2011 | „Sexting (Rusty Lixx Remix)”                                 | Bez albumu                                      |
| 2011 | „G.F.A.” (feat. JJ Demon, Nick Nasty and Lady Nogrady)       | All the Rage!                                   |
| 2011 | „Bewitched” (feat. Lady Nogrady)                             | All the Rage!                                   |
| 2011 | „Dark Dreams (Gods Paparazzi Remix)” (feat. Lady Nogrady)    | Bez albumu                                      |
| 2011 | „La Petite Morte” (feat. Elena Vladimirova)                  | Bez albumu                                      |
| 2012 | „Revenge Porn!”                                              | (R)Evolution                                    |
| 2012 | „The Right To Love”                                          | (R)Evolution                                    |
| 2012 | „Unforgiven”                                                 | (R)Evolution                                    |
| 2012 | „Rise and Shine” (feat. Deuce)                               | (R)Evolution                                    |
| 2012 | „Oishi High School Battle Theme Song”                        | Bez albumu                                      |
| 2012 | „Hell On Heels (Givin’ In To Sin)” (feat. New Years Day)     | Anthem Of The Outcast                           |

Teledyski
| Rok  | Piosenka                    | Reżyser                         |
| ---- | --------------------------- | ------------------------------- |
| 2010 | „Death to Your Heart”       | Raul Gonzo                      |
| 2010 | „Believe”                   | Robby Starbuck                  |
| 2011 | „Bewitched”                 | Patrick Fogharty                |
| 2012 | „Unforgiven”                | Dale Resteghini                 |
| 2012 | „Rise and Shine”            | Dale Resteghini                 |
| 2012 | „Don’t Want To Be Like You” | Caleb Spillyards, Tyler Forrest |